# 国会議事堂前駅
国会議事堂前駅（こっかいぎじどうまええき）は、東京都千代田区永田町一丁目にある、東京地下鉄（東京メトロ）の駅である。

## 概要
駅名の通り国会議事堂の最寄駅。丸ノ内線（駅番号：M 14）と、千代田線（駅番号 ：C 07）が乗り入れている。
銀座線と南北線が乗り入れる溜池山王駅とは改札内通路でつながっており、運賃計算上は同一の駅として扱われる。そのため、当駅発着の乗車券類で溜池山王駅の改札（およびその逆）を利用することができる。

## 歴史
- 1959年（昭和34年）3月15日：帝都高速度交通営団（営団地下鉄）丸ノ内線の霞ケ関駅 - 新宿駅間開業により、同線の駅として開業する。
- 1972年（昭和47年）10月20日：営団地下鉄千代田線の霞ケ関駅 - 代々木公園駅間開業により、同線の駅が開業、丸ノ内線との乗換駅となる。
- 1973年（昭和48年）11月1日：定期券発行機を導入[2][注 1]。
- 1979年（昭和54年）夏：駅冷房を開始[2]。
- 1997年（平成9年）9月30日：営団地下鉄南北線の四ツ谷駅 - 溜池山王駅間と銀座線の同駅開業により、両線との乗換駅となる[3]。
- 2004年（平成16年）4月1日：帝都高速度交通営団（営団地下鉄）民営化に伴い、当駅は東京地下鉄（東京メトロ）に継承される[4]。
- 2007年（平成19年）3月18日：ICカード「PASMO」の利用が可能となる[5]。
- 2018年（平成30年）10月27日：千代田線ホームに発車メロディを導入。

## 駅構造
丸ノ内線ホームは国会議事堂の敷地真下に東西に延びる。千代田線ホームも東西に伸び、丸ノ内線ホームの西側と千代田線ホームの東側を連絡するコンコースがある。また、千代田線ホームの西側と溜池山王駅の南北線ホームの北側と、南北線ホームの南側と銀座線ホームの西側はそれぞれコンコースにより連絡している。千代田線ホームの上には、丸ノ内線の複線シールドトンネルがある。
この結果、4つのホームがそれぞれ端部でつながり、全体として折れ線状に連結している。これは、南北線が開通した際に、当駅とは離れた位置にある銀座線に溜池山王駅を新設し、南北線ホームを介することで当駅と連絡したためである。
丸ノ内線は相対式ホーム2面2線を有する地下駅（地下2階）である。2番線ホームと千代田線の乗り換えは、一旦改札内コンコースを経由して1番線ホームを経由することになる。丸ノ内線のコンコースとホームは2007年に壁面がモルタル塗りから白色基調の人造石貼りに改装された。
千代田線は島式ホーム1面2線を有する地下駅（地下6階）である。ホームと線路が合わせて1本のシールドトンネルになっており、壁が湾曲している。単線シールド工法で建設したため、各ホーム間を結ぶ通路が6か所ある。ホームも湾曲しているため、常時駅員がおり、発車時に合図を出す。地上からの深さは37.9 mあり、東京メトロの駅では一番深い場所にある。
開業から40年以上が経ち、ホーム壁面の随所に漏水が見られたため、壁面の内装材を一部交換した時期もあったが、2008年2月から2014年9月までの間、漏水を止めて壁面と天井の補修工事を行った。この時に発車標の移設も行われた。補修工事後は、線路側が灰色基調の人造石貼り、ホーム側が木目タイル貼りの壁面となった。
丸ノ内線の駅は当初から国会議事堂の敷地直下にあったのではない。国会議事堂竣工当時の敷地は野球のホームベースのような形状（参考）をしており、当時存在した敷地境界斜辺部の一辺に沿った外側の公道の真下に建設されたためで、後に議事堂の敷地拡張により敷地内直下となった。1番出口は拡張前の道路形状に合わせて設置されており、上から見ると現在の道路に対してハの字のような配置になっている。
5番出口は、千代田線の駅が開業した時に設置されたが、溜池山王駅の開業を機に駅舎を建て替え、同駅と共用するようになった。

### のりば
| 番線                      | 路線     | 行先                     |
| ------------------------- | -------- | ------------------------ |
| 丸ノ内線ホーム（地下2階） |          |                          |
| 1                         | 丸ノ内線 | 荻窪・方南町方面         |
| 2                         | 丸ノ内線 | 池袋方面                 |
| 千代田線ホーム（地下6階） |          |                          |
| 3                         | 千代田線 | 代々木上原・伊勢原方面   |
| 4                         | 千代田線 | 北綾瀬・我孫子・取手方面 |

（出典：東京メトロ:構内図）

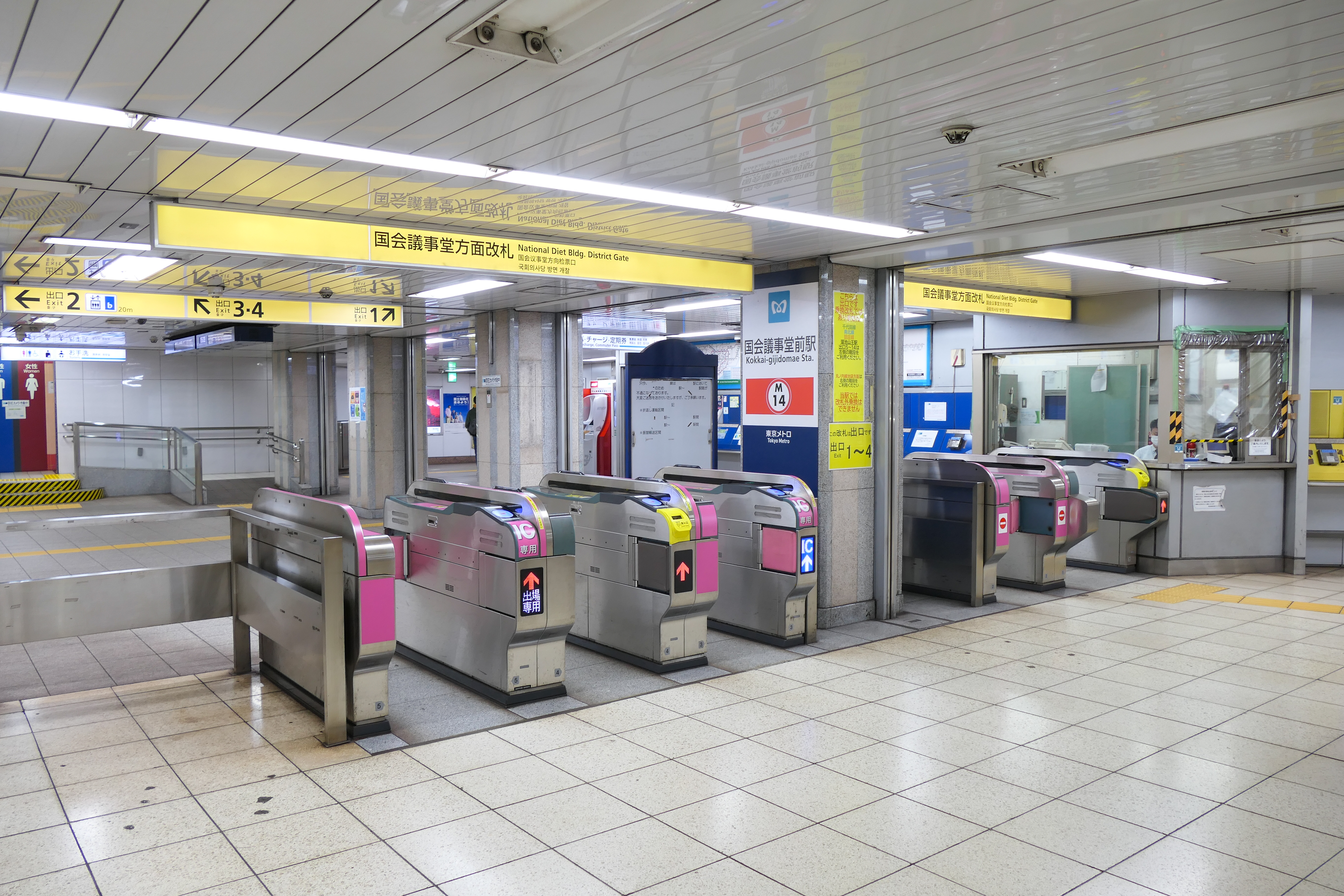
丸ノ内線連絡国会議事堂方面改札口（2023年1月）
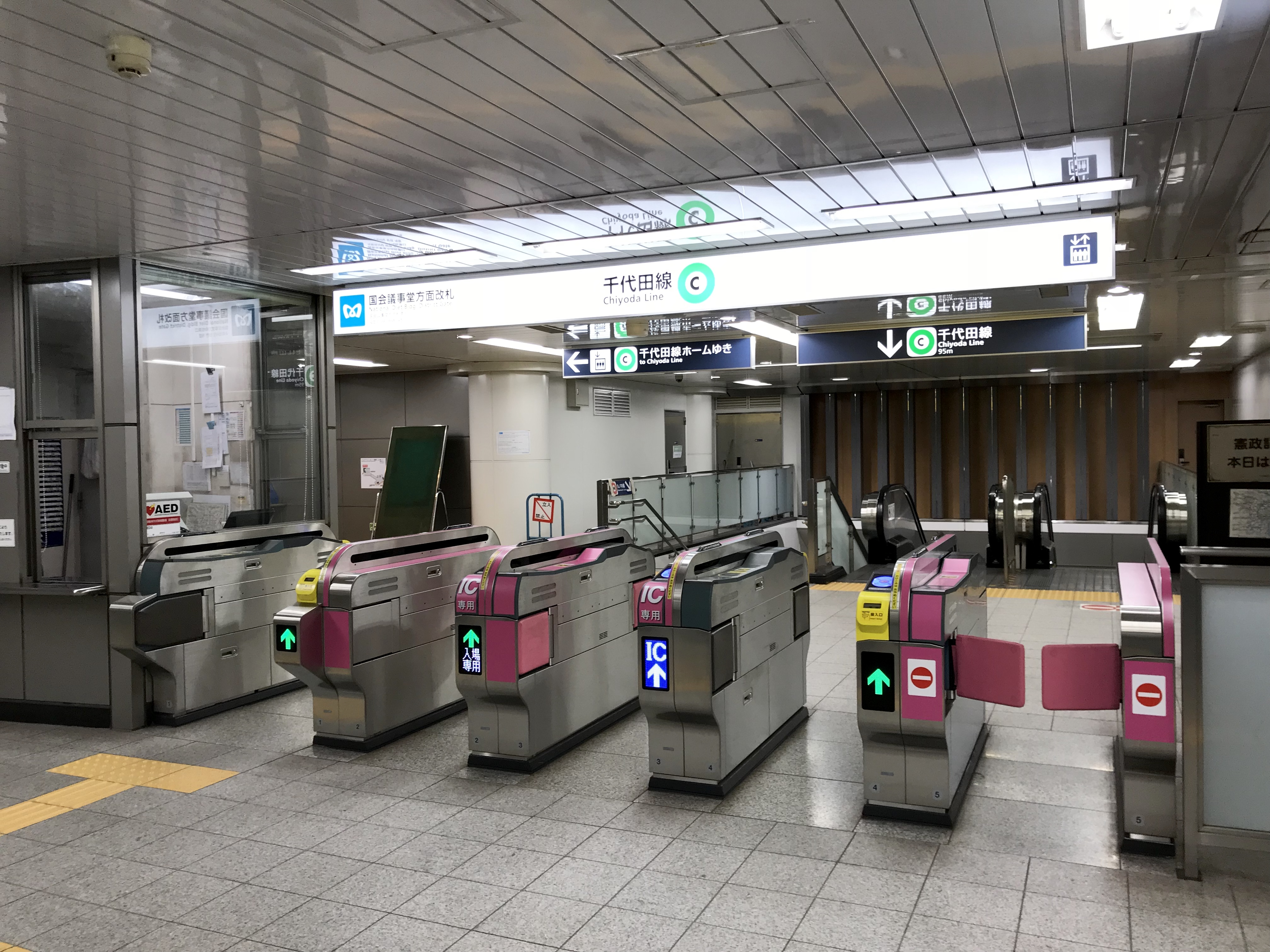
千代田線連絡国会議事堂方面改札口（2018年9月）
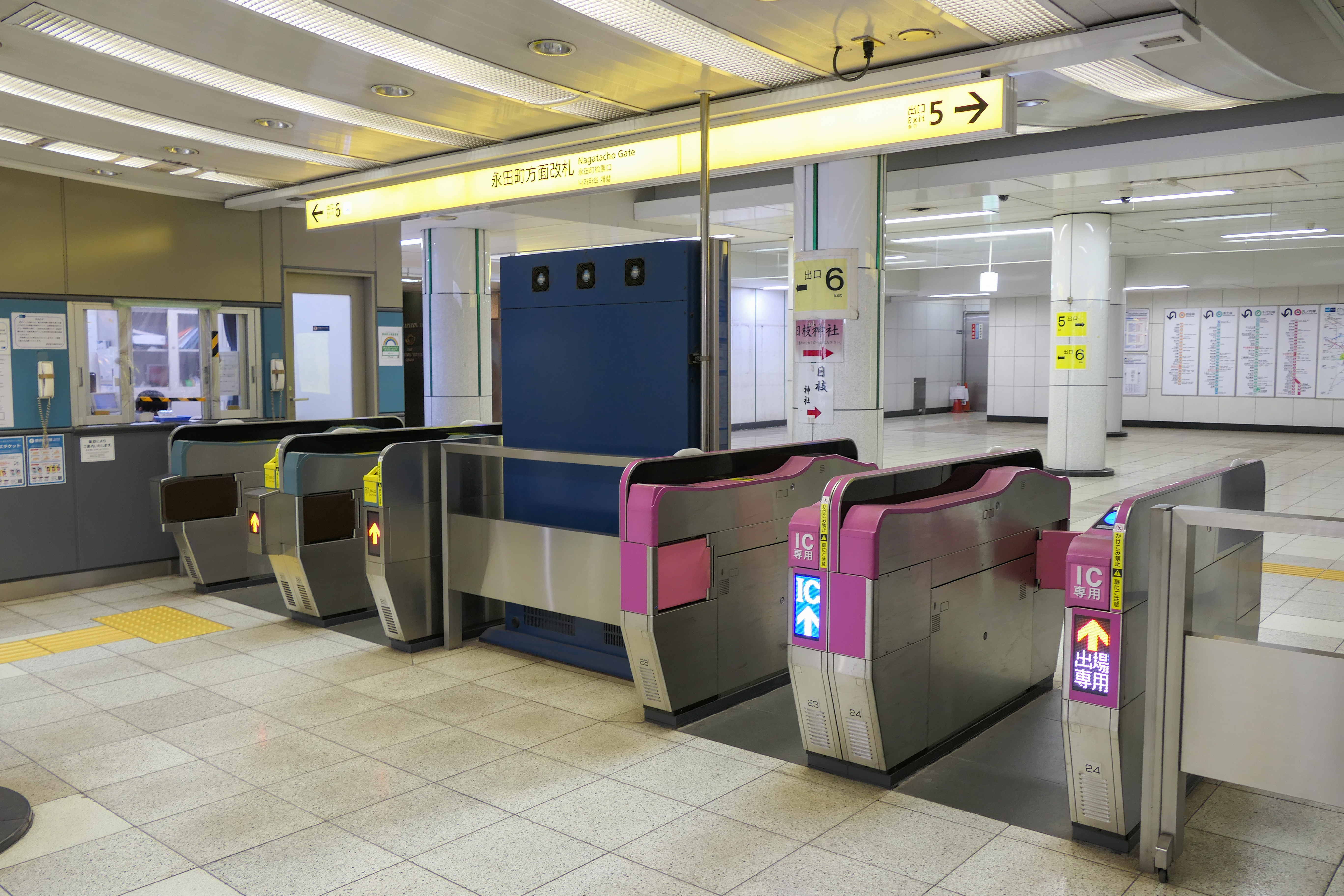
永田町方面改札口（2023年1月）
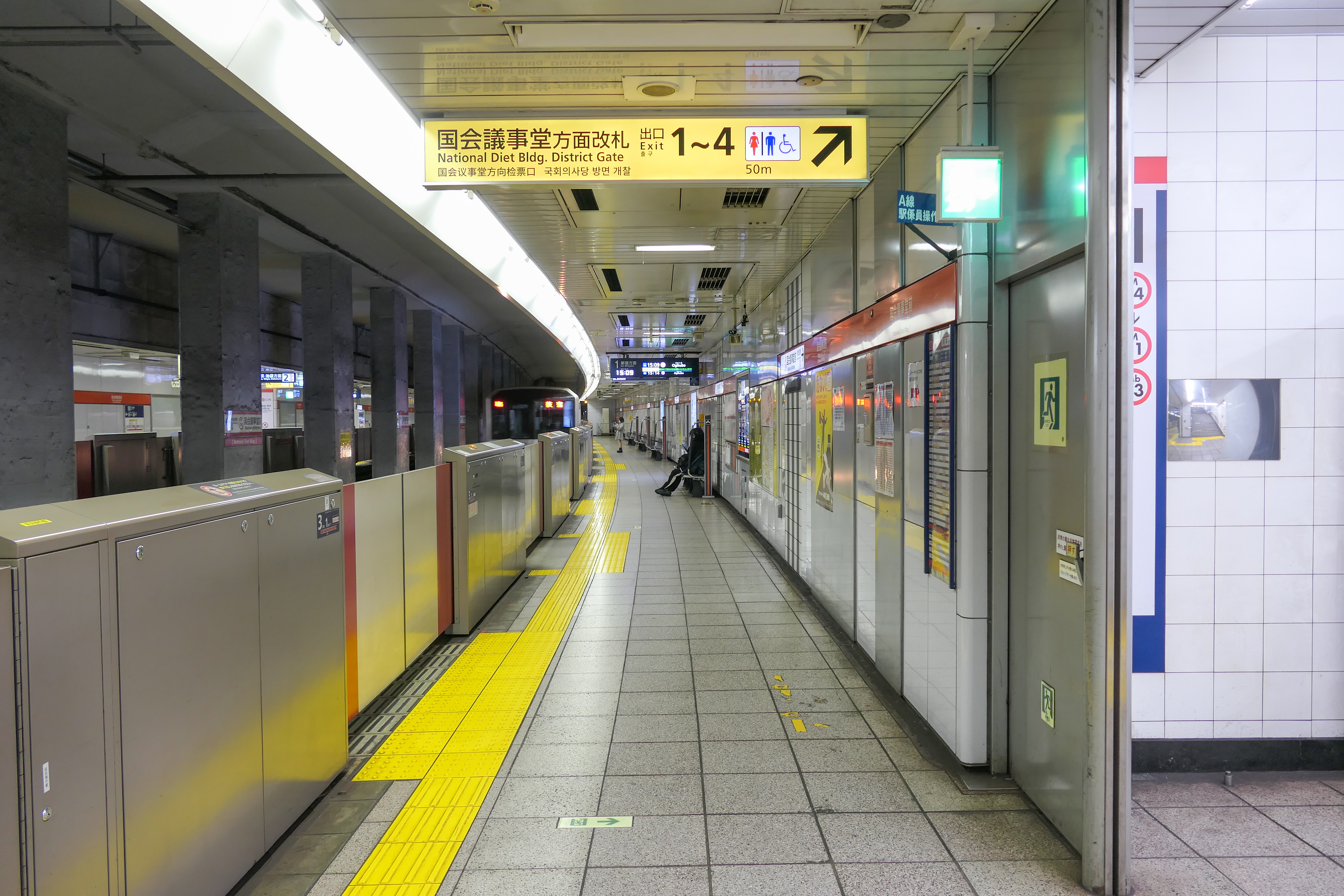
丸ノ内線1番線ホーム（2023年1月）
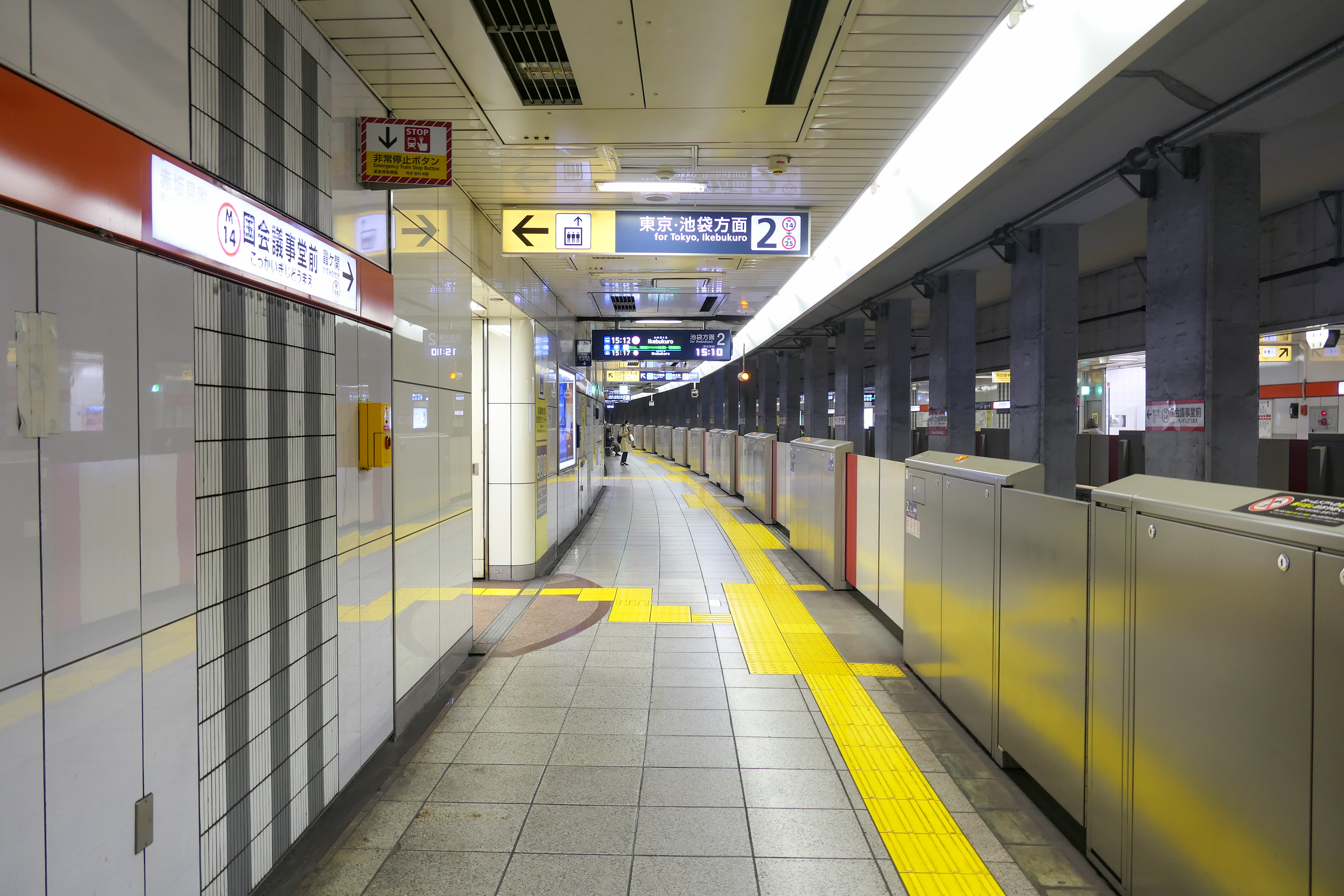
丸ノ内線2番線ホーム（2023年1月）
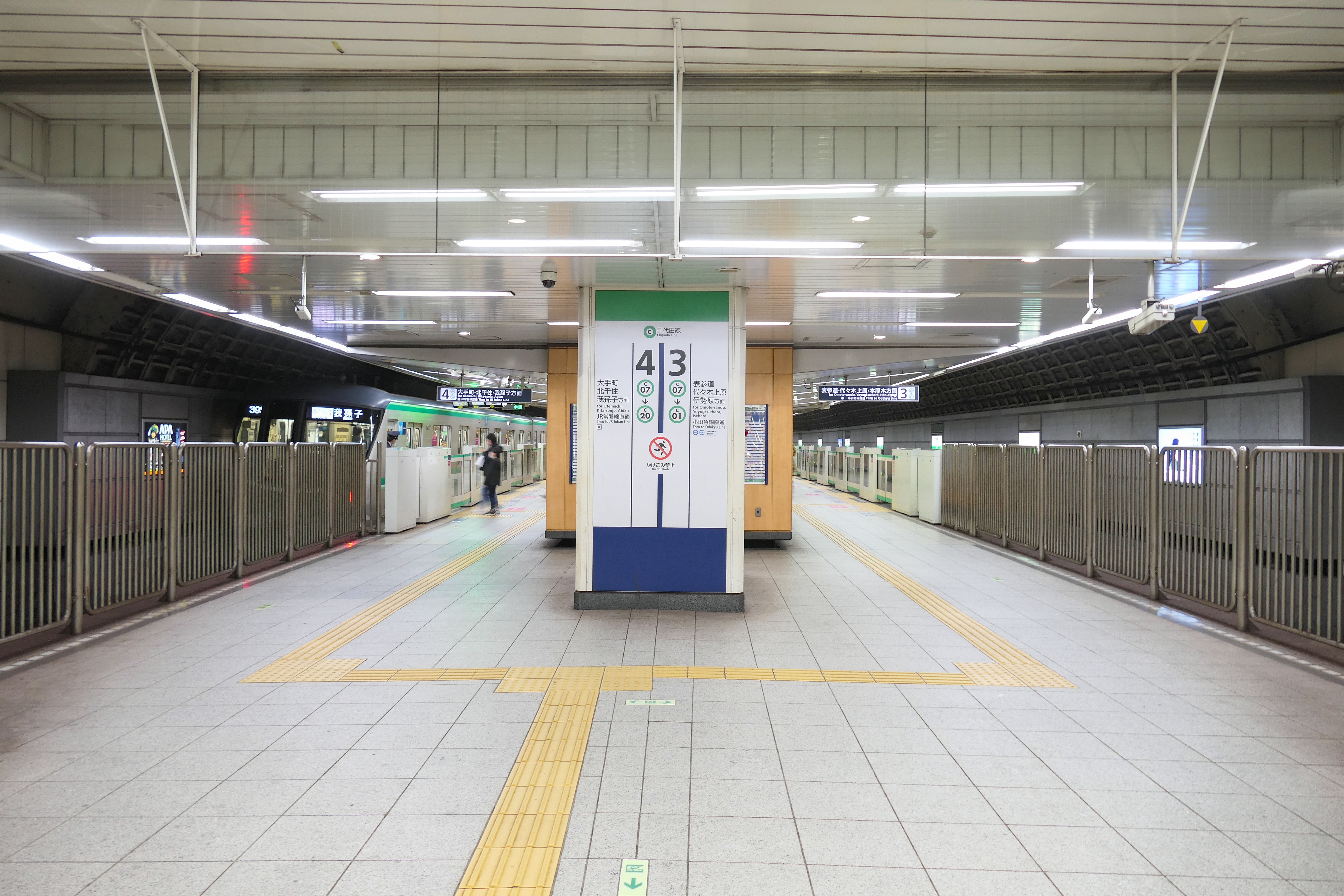
千代田線3・4番線ホーム（2023年1月）

### 発車メロディ
全ホームでスイッチ制作の発車メロディ（発車サイン音）を使用している。
| 番線 | 路線     | 曲名             | 作曲者   |
| ---- | -------- | ---------------- | -------- |
| 1    | 丸ノ内線 | ランダムショット | 塩塚博   |
| 2    | 丸ノ内線 | 東京旅姿         | 福嶋尚哉 |
| 3    | 千代田線 | 希望を乗せて     | 塩塚博   |
| 4    | 千代田線 | ペパーミント     | 福嶋尚哉 |

### 改札周辺設備
- 改札口は地下1階に3か所ある。なお、千代田線赤坂寄りの改札口は溜池山王駅と共用しているが、同駅の開業直前まで自動改札機が導入されていなかった。
- 売店は地下1階の改札外と地下2階の改札内に1店舗ずつある。
- トイレは改札外に2か所ある。また、溜池山王駅側改札内にもトイレがある。
- エレベーターは丸ノ内線2番線ホーム⇔改札口（地下1階）、千代田線ホーム（綾瀬寄り）⇔丸ノ内線1番線ホーム⇔改札口（地下1階）、改札口（地下1階）⇔地上をそれぞれ連絡している。地上側の出入口は国会議事堂西側の道路に面している。
- エスカレーターは改札外に3番出口⇔地下1階、1番出口途中⇔地下1階を連絡するものが設置されている。改札内には丸ノ内線側に地下1階⇔丸ノ内線1番線ホーム（地下2階）を連絡するものがあり、千代田線側には地下1階⇔地下3階⇔地下5階⇔地下6階を連絡する3本が連続している。さらにこれと並行して、丸ノ内線1番線ホームから千代田線への乗り換え用に地下2階⇔地下3階を連絡するものも設けられている。
- 千代田線ホームから南北線へ連絡する階段には車椅子専用の昇降機があり、南北線側に抜けられる。
- かつては千代田線の霞ケ関寄り改札口付近に定期券売り場が設置されていたが、2011年1月28日で営業を終了した[注 5]。その後、改札口付近に継続定期券発売機が設置されたが、現在は多機能券売機に置き換えられている。

### 駅の封鎖権
丸ノ内線の駅は衆議院の敷地内に当たるため、衆議院より「本院の警備上必要あるときは一時閉鎖を指示できる」という貸与条件が付けられている。この権限は衆議院の判断で行使できることとなっており、過去には実際に行使もされている。
60年安保闘争が激しさを増し、連日のように警官隊と学生との間で衝突が発生していた1959年（昭和34年）12月10日と1960年（昭和35年）4月23日には、当時丸ノ内線だけの国会議事堂前駅が封鎖された。1960年の封鎖時は通過駅の取り扱いとなり、電車は駅に一旦停車したものの、ドアを開けずにそのまま発車（すなわち運転停車）していた。
近年では2012年（平成24年）、毎週金曜日に首相官邸前で定期的に発生した反原発デモのため、安全確保を名目に、夕方に限り一部出入口が封鎖されたことがある。

## 利用状況
- 東京メトロ - 2024年度の1日平均乗降人員は123,538人である[メトロ 1]。
東京メトロ全130駅中霞ケ関駅に次いで20位。駅構造上、溜池山王駅の乗降人員も含まれる。
  - 東京メトロ線同士の乗換人員を含んだ、2018年度の路線別1日平均乗降人員は以下の通りである[* 1]。溜池山王駅の銀座線、南北線との間の乗換人員も含む。
    - 丸ノ内線 - 46,241人 - 丸ノ内線全28駅中第20位。
    - 千代田線 - 82,563人 - 千代田線全20駅中第12位。

### 年度別1日平均乗降人員
近年の1日平均乗降人員推移は下表の通り。
| 年度               | 営団 / 東京メトロ | 営団 / 東京メトロ |
| 年度               | 1日平均 乗降人員  | 増加率            |
| ------------------ | ----------------- | ----------------- |
| 1999年（平成11年） | 99,649            |                   |
| 2000年（平成12年） | 114,125           | 14.5%             |
| 2001年（平成13年） | 114,934           | 0.7%              |
| 2002年（平成14年） | 116,657           | 1.5%              |
| 2003年（平成15年） | 113,902           | −2.4%             |
| 2004年（平成16年） | 111,792           | −1.8%             |
| 2005年（平成17年） | 118,749           | 6.2%              |
| 2006年（平成18年） | 124,105           | 4.5%              |
| 2007年（平成19年） | 131,441           | 5.9%              |
| 2008年（平成20年） | 132,555           | 0.8%              |
| 2009年（平成21年） | 128,530           | −3.0%             |
| 2010年（平成22年） | 127,591           | −0.7%             |
| 2011年（平成23年） | 133,373           | 4.5%              |
| 2012年（平成24年） | 142,482           | 6.2%              |
| 2013年（平成25年） | 141,487           | −0.7%             |
| 2014年（平成26年） | 135,662           | −4.1%             |
| 2015年（平成27年） | 140,867           | 3.8%              |
| 2016年（平成28年） | 144,028           | 2.2%              |
| 2017年（平成29年） | 150,373           | 4.4%              |
| 2018年（平成30年） | 161,573           | 7.4%              |
| 2019年（令和元年） | 159,494           | −1.3%             |
| 2020年（令和02年） | 93,128            | −41.6%            |
| 2021年（令和03年） | 86,887            | −6.7%             |
| 2022年（令和04年） | 97,888            | 12.7%             |
| 2023年（令和05年） | 113,161           | 15.6%             |
| 2024年（令和06年） | 123,538           | 9.2%              |

### 年度別1日平均乗車人員（1958年 - 2000年）
| 年度               | 丸ノ内線 | 千代田線 | 出典              |
| ------------------ | -------- | -------- | ----------------- |
| 1958年（昭和33年） | 5,031    | 未 開 業 | [ 東京都統計 1 ]  |
| 1959年（昭和34年） | 8,101    | 未 開 業 | [ 東京都統計 2 ]  |
| 1960年（昭和35年） | 10,030   | 未 開 業 | [ 東京都統計 3 ]  |
| 1961年（昭和36年） | 10,463   | 未 開 業 | [ 東京都統計 4 ]  |
| 1962年（昭和37年） | 11,389   | 未 開 業 | [ 東京都統計 5 ]  |
| 1963年（昭和38年） | 14,091   | 未 開 業 | [ 東京都統計 6 ]  |
| 1964年（昭和39年） | 16,515   | 未 開 業 | [ 東京都統計 7 ]  |
| 1965年（昭和40年） | 15,036   | 未 開 業 | [ 東京都統計 8 ]  |
| 1966年（昭和41年） | 16,204   | 未 開 業 | [ 東京都統計 9 ]  |
| 1967年（昭和42年） | 17,627   | 未 開 業 | [ 東京都統計 10 ] |
| 1968年（昭和43年） | 18,193   | 未 開 業 | [ 東京都統計 11 ] |
| 1969年（昭和44年） | 18,714   | 未 開 業 | [ 東京都統計 12 ] |
| 1970年（昭和45年） | 18,899   | 未 開 業 | [ 東京都統計 13 ] |
| 1971年（昭和46年） | 18,000   | 未 開 業 | [ 東京都統計 14 ] |
| 1972年（昭和47年） | 20,033   | 5,429    | [ 東京都統計 15 ] |
| 1973年（昭和48年） | 20,934   | 6,778    | [ 東京都統計 16 ] |
| 1974年（昭和49年） |          | 22,389   | [ 東京都統計 17 ] |
| 1975年（昭和50年） |          | 23,637   | [ 東京都統計 18 ] |
| 1976年（昭和51年） | 15,285   | 7,811    | [ 東京都統計 19 ] |
| 1977年（昭和52年） | 15,775   | 8,458    | [ 東京都統計 20 ] |
| 1978年（昭和53年） | 15,225   | 9,592    | [ 東京都統計 21 ] |
| 1979年（昭和54年） | 14,935   | 9,909    | [ 東京都統計 22 ] |
| 1980年（昭和55年） | 14,310   | 10,518   | [ 東京都統計 23 ] |
| 1981年（昭和56年） | 14,562   | 10,389   | [ 東京都統計 24 ] |
| 1982年（昭和57年） | 14,071   | 10,181   | [ 東京都統計 25 ] |
| 1983年（昭和58年） | 14,186   | 10,426   | [ 東京都統計 26 ] |
| 1984年（昭和59年） | 14,515   | 11,071   | [ 東京都統計 27 ] |
| 1985年（昭和60年） | 14,512   | 11,258   | [ 東京都統計 28 ] |
| 1986年（昭和61年） | 14,959   | 11,921   | [ 東京都統計 29 ] |
| 1987年（昭和62年） | 14,760   | 12,557   | [ 東京都統計 30 ] |
| 1988年（昭和63年） | 14,682   | 13,003   | [ 東京都統計 31 ] |
| 1989年（平成元年） | 14,677   | 12,945   | [ 東京都統計 32 ] |
| 1990年（平成02年） | 15,422   | 13,189   | [ 東京都統計 33 ] |
| 1991年（平成03年） | 15,653   | 12,653   | [ 東京都統計 34 ] |
| 1992年（平成04年） | 14,578   | 12,597   | [ 東京都統計 35 ] |
| 1993年（平成05年） | 14,263   | 12,153   | [ 東京都統計 36 ] |
| 1994年（平成06年） | 13,921   | 11,356   | [ 東京都統計 37 ] |
| 1995年（平成07年） | 13,115   | 10,459   | [ 東京都統計 38 ] |
| 1996年（平成08年） | 13,241   | 10,753   | [ 東京都統計 39 ] |
| 1997年（平成09年） | 11,545   | 9,633    | [ 東京都統計 40 ] |
| 1998年（平成10年） | 8,674    | 7,805    | [ 東京都統計 41 ] |
| 1999年（平成11年） | 10,331   | 8,052    | [ 東京都統計 42 ] |
| 2000年（平成12年） | 8,795    | 8,085    | [ 東京都統計 43 ] |

### 年度別1日平均乗車人員（2001年以降）
近年の1日平均乗車人員の推移は下表の通り。
| 年度               | 丸ノ内線 | 千代田線 | 出典              |
| ------------------ | -------- | -------- | ----------------- |
| 2001年（平成13年） | 7,775    | 7,556    | [ 東京都統計 44 ] |
| 2002年（平成14年） | 7,460    | 7,389    | [ 東京都統計 45 ] |
| 2003年（平成15年） | 7,169    | 7,063    | [ 東京都統計 46 ] |
| 2004年（平成16年） | 7,307    | 7,222    | [ 東京都統計 47 ] |
| 2005年（平成17年） | 7,537    | 7,471    | [ 東京都統計 48 ] |
| 2006年（平成18年） | 7,641    | 7,745    | [ 東京都統計 49 ] |
| 2007年（平成19年） | 7,959    | 8,178    | [ 東京都統計 50 ] |
| 2008年（平成20年） | 8,112    | 8,789    | [ 東京都統計 51 ] |
| 2009年（平成21年） | 8,030    | 8,655    | [ 東京都統計 52 ] |
| 2010年（平成22年） | 8,271    | 8,573    | [ 東京都統計 53 ] |
| 2011年（平成23年） | 8,639    | 8,820    | [ 東京都統計 54 ] |
| 2012年（平成24年） | 9,249    | 9,271    | [ 東京都統計 55 ] |
| 2013年（平成25年） | 9,510    | 9,375    | [ 東京都統計 56 ] |
| 2014年（平成26年） | 9,301    | 9,232    | [ 東京都統計 57 ] |
| 2015年（平成27年） | 9,872    | 9,730    | [ 東京都統計 58 ] |
| 2016年（平成28年） | 10,123   | 9,945    | [ 東京都統計 59 ] |
| 2017年（平成29年） | 10,312   | 10,414   | [ 東京都統計 60 ] |
| 2018年（平成30年） | 10,800   | 11,348   | [ 東京都統計 61 ] |
| 2019年（令和元年） | 10,257   | 11,306   | [ 東京都統計 62 ] |

備考
1. ↑  1959年3月15日開業。開業日から同年3月31日までの計17日間を集計したデータ。
2. ↑  1972年10月20日開業。開業日から翌年3月31日までの計163日間を集計したデータ。
3. 1 2  1997年9月30日、溜池山王駅が開業。

## 駅周辺
- 国会議事堂
  - 国会内郵便局
  - 国立国会図書館国会分館
  - りそな銀行 参議院支店・衆議院支店
- 国会前庭
  - 憲政記念館
  - 日本水準原点
- 国立国会図書館（東京本館）
- 総理大臣官邸
- 総理大臣公邸
- 議員会館 - 1番出入口に隣接して衆議院第一議員会館への地下連絡通路がある。
- 国会記者会館
- 内閣府
- ザ・キャピトルホテル 東急 - 解体・建て替え前の旧名称は「キャピトル東急ホテル」。
- 秀和永田町TBRビル
- 東京都立日比谷高等学校
- 日枝神社（山王日枝神社）
- 山王パークタワー
  - 山王パークタワー内郵便局
  - NTTドコモ本社
- 永田町駅（東京メトロ有楽町線・半蔵門線・南北線） - 当駅からは1・2番出口が近い。

## 隣の駅
東京地下鉄（東京メトロ）
 丸ノ内線
赤坂見附駅 (M 13) - 国会議事堂前駅 (M 14) - 霞ケ関駅 (M 15)
 千代田線
赤坂駅 (C 06) - 国会議事堂前駅 (C 07)  - 霞ケ関駅 (C 08)